# 4K Media Inc.
4K Media Inc. (ahora es Konami Cross Media NY) es una productora americana actualmente propiedad de Konami. Anteriormente fue una subsidiaria de 4Kids Entertainment de 1995 a 2012 y su predecesor Leisure Concepts de 1992 a 1995 bajo el nombre 4Kids Productions, y fue responsable de adaptar y producir doblajes en inglés de anime japonés como Pokémon, Yu-Gi-Oh! y Sonic X entre otros, además de producir programas originales de acción en vivo como WMAC Masters. En total, la compañía ha supervisado el desarrollo y adaptación de más de 1.700 episodios animados.
La empresa fue cerrada por 4Kids Entertainment el 30 de junio de 2012, debido a la continua falta de rentabilidad, pero la oficina de producción fue adquirida por Konami y rebautizada como "4K Media" a finales de ese año. La compañía se dedica actualmente a la concesión de licencias, ventas y distribución de Yu-Gi-Oh! en los Estados Unidos, incluyendo Yu-Gi-Oh! Duel Monsters y sus secuelas.
La oficina produjo episodios doblados de Yu-Gi-Oh! Zexal, a partir de 2012 en adelante, y su último trabajo hasta la fecha (21/7/2023) fue el doblaje de Yu-Gi-Oh! Vrains.

## Historia
La compañía fue fundada como 4Kids Productions en 1992, junto con The Summit Media Group, Inc., que era responsable de gestionar los derechos de transmisión de varios productos licenciados en medios impresos y televisivos, mientras que 4Kids Productions tenía la intención de comprar y producir propiedades animadas y de acción en vivo, que luego distribuyó a los mercados de televisión, vídeo doméstico y teatro.